# Daniel Lundh
Pour les articles homonymes, voir Lundh.
 (mars 2018).
Si vous disposez d'ouvrages ou d'articles de référence ou si vous connaissez des sites web de qualité traitant du thème abordé ici, merci de compléter l'article en donnant les références utiles à sa vérifiabilité et en les liant à la section « Notes et références ».
Daniel Lundh, est un acteur, auteur, scénariste et réalisateur franco-suédois.

## Biographie
Daniel Lundh naît à Malmö, en Suède.
Il est le fils de l’acteur et marchand de tableaux anciens suédois Lennart Lundh et d’une commerçante française. Il a des origines russes, finlandaises et allemandes par son père et espagnoles séfarades par sa mère.
Il grandit dans un environnement multiculturel et polyglotte, parlant couramment l’anglais, le français, le suédois et l’espagnol depuis son plus jeune âge. Il a trois demi-sœurs. La famille demeure en Suède jusqu’à ses sept ans, puis ils s'installent à Paris.
Après son baccalauréat, Daniel poursuit des études d’art dramatique à New York. Il se forme au Lee Strasberg Theatre Institute et à HB Studio. Par la suite, après un bref séjour à Paris, il s’installe à Londres où il séjourne trois ans. Il y monte sur les planches et fait ses premiers pas dans diverses séries britanniques.

### Carrière professionnelle
En 2006, il obtient un premier rôle au cinéma dans Ô Jérusalem, d'Élie Chouraqui, aux côtés d'Ian Holm, JJ Feild et Patrick Bruel. En 2007, il tient le premier rôle masculin dans Délice Paloma, de Nadir Moknèche, auprès d'Aylin Prandi et de Biyouna. Son interprétation lui vaut une mention aux révélations Césars 2008.
En 2008, il tourne successivement House of Saddam, une co-production BBC et HBO sur la vie de Saddam Hussein, puis Les Héritières pour France 3. Le téléfilm, en deux parties, est une adaptation du Roi Lear de Shakespeare avec Jacques Weber, Amira Casar et Jean Benguigui. Il y tient le rôle de Massimo, le fils bâtard et vengeur.
En 2010, il tourne L'Immortel, un thriller sur la mafia marseillaise, aux côtés de Jean Reno, Kad Merad, Jean-Pierre Darroussin, et Marina Foïs. En 2011, c’est dans Minuit à Paris de Woody Allen, qu’il incarne le fameux toréador Espagnol Juan Belmonte. Il enchaîne des rôles à l’international, notamment au Canada et au Royaume-Uni.
En 2017, il devient l’un des protagonistes de la série espagnole Netflix à succès Morocco: Love in Times of War. En 2019, il enchaîne avec une autre production originale de Netflix en Espagne : High Seas.
En 2022, il endosse un rôle historique, celui de Titus Labienus, puissant général incorruptible de César, dans Ancient Empires de Roel Reiné. Puis c’est en ex-agent du Mossad, déserteur et caméléon, qu’il prend la fuite dans It’s a Good Day to Die de John Chua.
Daniel Lundh vient d’achever le tournage d’une comédie romantique américaine dont la sortie est prévue en 2024.

## Filmographie

### Cinéma
- 2006 : Ô Jérusalem d’Élie Chouraqui : Roni
- 2007 : Délice Paloma de Nadir Moknèche : Riyad
- 2010 : L'immortel de Richard Berry : Malek Telaa
- 2011 : Minuit à Paris de Woody Allen : Juan Belmonte
- 2011 : Des Portoricains à Paris (Puerto Ricans in Paris) de Ian Edelman : French Captain
- 2020 : El Guardián (en) de John Chua : David Pozen
- 2024 : It’s a Good Day to Die de John Chua : David Pozen

### Télévision
- 2004 : Hollyoaks : Jean-Claude (Channel 4)
- 2008 : House of Saddam d'Alex Holmes : Saddam Kamel
- 2009 : Les Héritières de Harry Cleven : Massimo
- 2011 : Rouge Diamant d'Hervé Renoh : Javier Rodriguez
- 2011 : Interpol : le capitaine Magnus Söder
- 2017 : Tiempos de guerra : Larbi (Netflix)
- 2017 : Velvet Colección : Guía (Movistar)
- 2019 : Coup de foudre en Andalousie : César
- 2019-2020 : Alta Mar : Pierre (Netflix)
- 2022 : Now and Then (es) : Bunker (Apple TV+)
- 2023 : Fiancés malgré eux (A Paris Proposal), réalisé par Jessica Harmon : Gabriel Blanchet
- 2023 : Ancient Empires : Titus Labienus
- 2023 : Sun, Rosé and Romance : Matteo Vega